# Setúbal (district)
District Setúbal is een district in Portugal. Met een oppervlakte van 5064 km² is het naar omvang het 8e district van Portugal. Het inwonersaantal is 882.588 (2021). Hoofdstad is de gelijknamige stad Setúbal.
Het noorden van het district hoort bij de regio Lissabon, het zuiden bij de regio Alentejo.
Het district is onderverdeeld in 13 gemeenten:
- in de regio Alentejo
Alcácer do Sal
Grândola
Santiago do Cacém
Sines
- in de regio Lissabon
Alcochete
Almada
Barreiro
Moita
Montijo
Palmela
Seixal
Sesimbra
Setúbal

## Demografische ontwikkeling
Aveiro · Beja · Braga · Bragança · Castelo Branco · Coimbra · Évora · Faro · Guarda · Leiria · Lissabon · Portalegre · Porto · Santarém · Setúbal · Viana do Castelo · Vila Real · Viseu

Autonome regio's van Portugal: Azoren · Madeira